# Fighting with Kit Carson
Fighting with Kit Carson est un serial produit en 1933 par Mascot Pictures. Dirigé par Colbert Clark et Armand Schaefer, il fut refondu en un film unique, The Return of Kit Carson,  en 1947. Le héros, Kit Carson, est joué par Johnny Mack Brown (1904-1974), une vedette des westerns B dans les années 1930 et 1940.

## Fiche technique
- Réalisation : Colbert Clark et Armand Schaefer
- Scénario :
- Production : Mascot Pictures
- Durée :
- Date de sortie : 1933

## Distribution
- Noah Beery : Cyrus Kraft
- Edward Hearn : Morgan

## Titres des 12 épisodes
1. The Mystery Riders
2. The White Chief
3. Hidden Gold
4. The Silent Doom
5. Murder Will Out
6. The Secret of Iron Mountain
7. The Law of the Lawless
8. Red Phantoms
9. The Invisible Enemy
10. Midnight Magic
11. Unmasked
12. The Trail To Glory